# 謝亞芳
謝亞芳（1973年12月12日—），籍贯湖南平江，是出身中華民國的女性記者及新聞主播，在台灣踏入新聞圈之前，曾在中華航空公司任職空服員工作多年。前香港鳳凰衛視記者、主播兼主持人，鳳凰衛視《華聞大直播》主持人、鳳凰衛視《時事直通車》主播。亞芳淡雅婉約的播報風格，贏得不少華人觀眾的喜愛。
經歷2021年人事變動事件（劉長樂→徐威）之後，謝亞芳決定離開鳳凰衛視，轉職長江商學院香港校友會。

## 事業歷程
台灣中華航空 空服員
1994：台灣超級太陽台《娛樂風向球》主持人
1998.5-1999.9：台灣超級電視台 記者、主播
1999.9-2000.7：台灣台視新聞 記者、主播
2000.7-2000.12：台灣中視新聞 記者、主播
2000.12-2021.12：香港鳳凰衛視資訊台 記者、主播
2000.12-2021.12：香港鳳凰衛視中文台 主持人
2022.1-：長江商學院香港校友會執行會長